# レイズ (スナック菓子)
レイズ (Lay's) は、ポテトチップスのブランドである。それを創設した会社の名前でもあり、フリートス (Fritos) と合併しフリトレー (Frito-Lay) と称する。1965年からフリトレー社を通じてペプシコが保有している。日本ではカルビー傘下のジャパンフリトレーが輸入販売を行なっている。
レイズは会社の主要ブランドで、他のブランド名が使用されている限られた市場を除いて「Lay's」として世界中で使われている。

## 歴史
1932年、セールスマンのハーマン・レイはテネシー州ナッシュビルでスナック食品事業を開始した。 1938年、彼はジョージア州アトランタに拠点を置くポテトチップスメーカー「バレット・フード社 (Barrett Food Company)」を買収し、「H.W.レイ・リンゴ＆カンパニー (H.W. Lay Lingo & Company)」と改名した。レイはアメリカ南部を横断し、車のトランクで製品を販売した。
1944年に「ザ・レイズ・レイ・リンゴ社 (The Lay's Lay Lingo Company)」と社名を短縮し、有名人のバート・ラーを広告塔に迎え、スナック食品メーカーとして初めてテレビコマーシャルを放映した。
1961年、チャールズ・E・ドゥーリン (Charles E. Doolin) によって設立された「フリトー社 (Frito Company)」とレイズが合併し、スナック菓子メーカーとしては最大規模の年間売上高1億2700万ドルを誇る「フリトー・レイ社 (Frito-Lay Inc.)」が誕生した。その後まもなく、レイズは最も有名なスローガンである「bet you can't eat just one（きっと一つだけじゃ物足りない）」を発表した。チップスの販売は国際的なものとなり、多くの有名人の支持者によって支援されたマーケティングとなった。
1965年にフリトレーはペプシコーラ社 (Pepsi-Cola Company) と合併し、ペプシコ社 (PepsiCo, Inc.) を設立した。1991年にチップスの新しい配合が導入されて、鮮明で長く新鮮に保たれるようになった。その後まもなく新たに「Wavy Lay's」ブランドで1994年から全国展開した。 1990年代半ばから後半にかけて、レイズは低カロリーのベイクドバージョンと完全無脂肪のLay's WOW chipsを発売した。
2000年代にプリングルズと競合を目的としたレイズスタックスのようなケトル調理ブランドが登場し、様々なフレーバーバリエーションを追加して発売した。